# Discovery Institute
Discovery Institute – amerykański konserwatywny think tank. Założony w Seattle, w stanie Waszyngton w 1990 roku, jest jednym z głównych organów promujących ruch neokreacjonistyczny znany jako inteligentny projekt. Organizacja jest finansowana głównie przez konserwatywnych chrześcijan.
Założycielem instytutu jest Bruce Chapman. Prezesem jest Steven J. Buri. Wiceprezesami są Eric Garcia i John G. West. Stephen C. Meyer jest dyrektorem programowym w Centrum Nauki i Kultury, związanym z Discovery Institute. 
Zespół wykonawczy składa się z 15 członków. W sztabie dowodzenia Instytutu przewodzą konserwatywni chrześcijanie, tacy jak: Howard Ahmanson należący do ruchu rekonstrukcjonistycznego, Slade Gorton – senator amerykański, Phillip E. Johnson – profesor prawa, George Gilder – pisarz i filozof, Jay Wesley Richards – filozof analityczny, Edwin Meese – prawnik i profesor prawa i Jonathan Wells – biolog.